# ポール・ラ・ジョワイエの戦い
ポール・ラ・ジョワイエの戦い（ポール・ラ・ジョワイエのたたかい、英: Battle at Port-la-Joye）は、ジョージ王戦争中の1746年夏に起こった、ニューイングランドと、現在のプリンスエドワード島ヒルズボロ川岸のフランス系カナダ軍との戦闘である。フランスの士官ジャン＝バティスト・ニコラ・ロック・ド・ラムザイは、フランス軍をポール・ラ・ジョワイエ（現在のアマースト砦）に送り込み、2隻の軍艦に乗せて、200人部隊のマサチューセッツ軍を奇襲し勝利した。このマサチューセッツ軍は、ルイブールに向けての物資を積んでいた。

## 歴史的背景

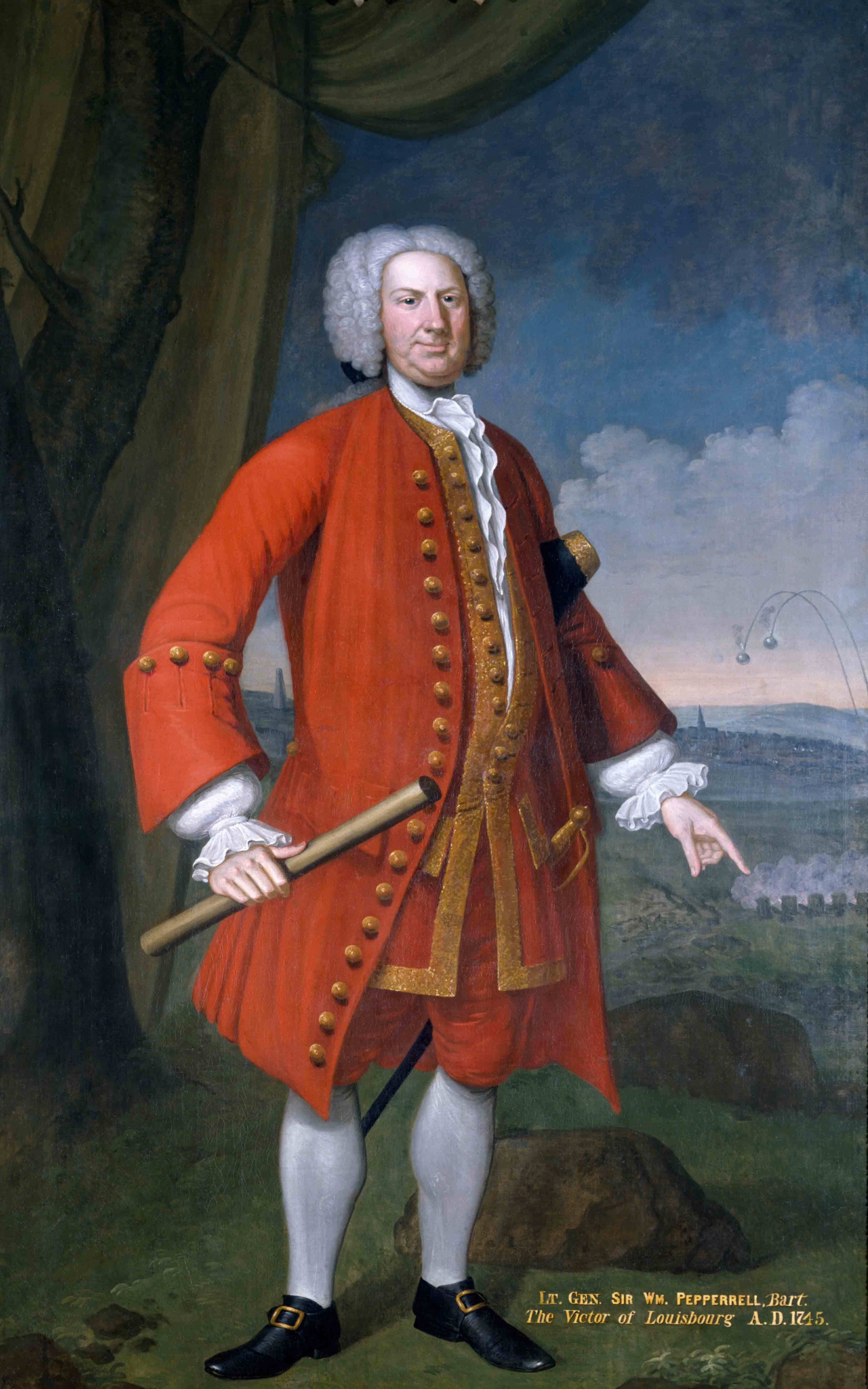
ウィリアム・ペッパーレル

1745年のルイブールの戦いの後、イギリスの士官ウィリアム・ペッパーレルは、7月にサンジャン島（現在のプリンスエドワード島）に遠征軍を派遣した。この軍は二手に分かれ、一つはスリーリバーズ（ジョージタウン、ブリュデネル）に、もう一つはポール・ラ・ジョワイエにそれぞれ向かった。スリーリバーズでは、アカディア人のジャン・ピエール・ロマたちは、ニューイングランド軍に何ら抵抗をしなかった。攻撃に使う大砲が6ポンド砲しかなかったからだった。ロマは息子と娘を連れて森へ逃げ、そこで敵軍が村を焼くのを目撃した。父子はその後セントピーターズへ逃げ、それからケベックへ向かって、戦争が終わるまでそこにいた。
同じ1745年の7月、もう一つのニューイングランド部隊がポール・ラ・ジョワイエに到着した。ジョゼフ・ド・ポン・デュヴィヴィエ指揮下のフランスは、ポール・ラ・ジョワイエに20人規模の部隊を駐屯させていた。駐屯隊は逃走し、ニューイングランド軍はポール・ラ・ジョワイエを焼き尽くした。デュヴィヴィエと20人の部隊はノースイースト川（ヒルズボロ川）へと退却した。ニューイングランド軍は彼らを追跡したが、アカディアの民兵隊とミクマク族が援軍に来たため追跡をやめた 。
同盟軍のおかげで、フランス軍はニューイングランド軍を軍艦へと追いやった。この時ニューイングランド兵9人が殺され、負傷し、あるいは捕虜となった。一方ニューイングランド軍は6人のアカディア人を人質にとり、アカディア人やミクマク族がニューイングランドの支配に従わないのであれば、人質たちを処刑するだろうと告げた。その後ニューイングランド軍はルイブールへ向かい、デュヴィヴィエと部隊はケベックへ去った。ルイブール陥落後、ロワイヤル島のフランス系住民たちがフランスへ追放され、サンジャン島（プリンスエドワード島）のアカディア人たちも、ジョージ王戦争が終わるまでの間を、強制送還におびえながら暮らした。

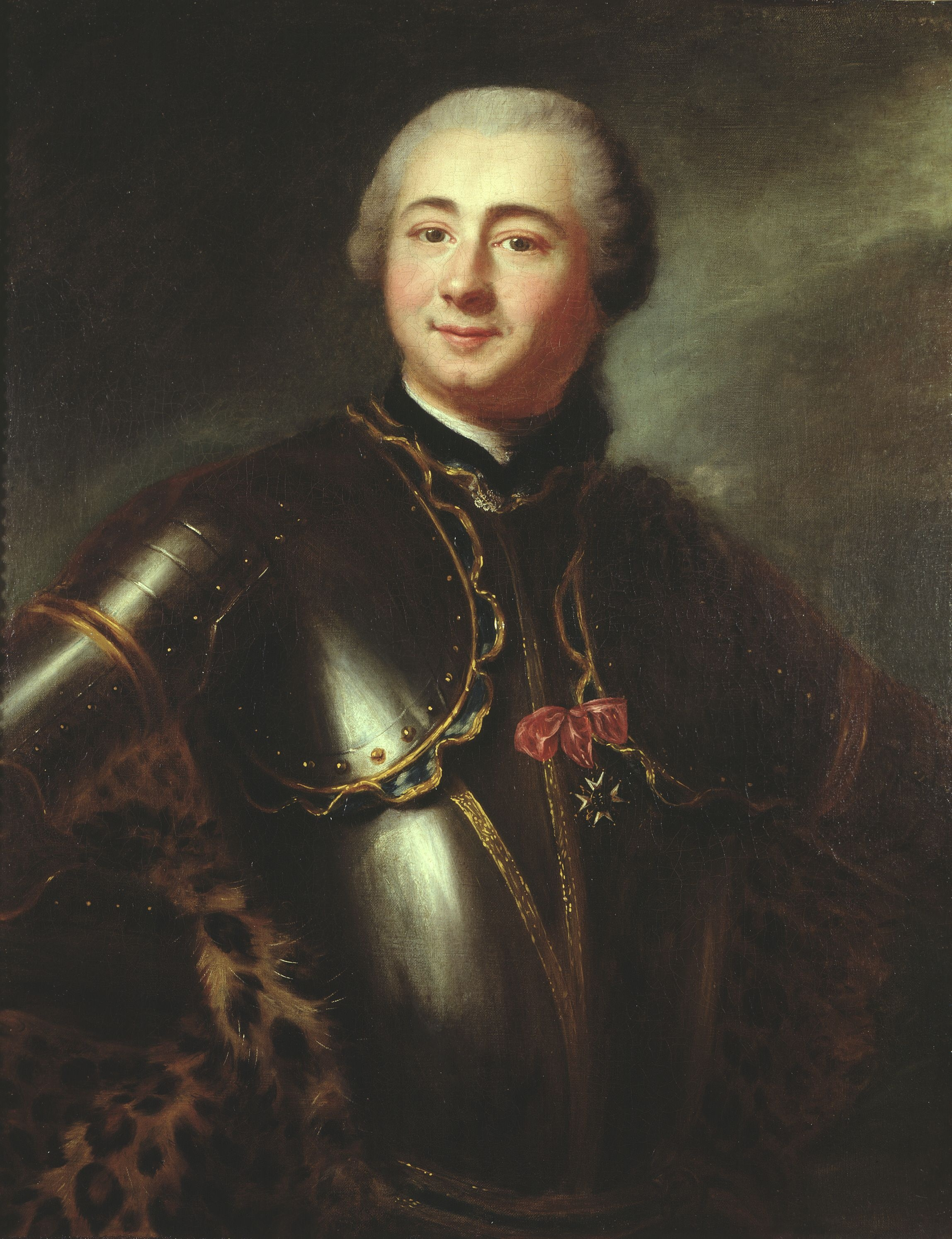
シャルル・デシャン・ド・ボワシェベール・エ・ド・ラフェト

翌年、アカディアを取り戻すべく、ジャン＝バティスト・ニコラ・ロック・ド・ラムザイの指揮のもと、遠征隊がケベックから派遣された。この軍は、ダンヴィユ公爵が率いる遠征軍と連動する目的があった。ラムザイの軍はノバスコシアに1746年の7月に到着した。兵士700人、士官21人の軍勢で、シグネクトに野営を張り、ここでセントジョン川から来た300人のアベナキ族、ノバスコシアから来た約300人のミクマク族と落ち合った。インディアン兵の数は、総勢1300人ほどにもなった。ラムザイの兵士たちは、その年の夏と秋は、到着が遅れているダンヴィユの一行を待つのに費やした。この間、ラムザイはイギリス占領下にあるポール・ラ・ジョワイエに部隊を送り込んだ。

## 戦闘
ラムザイはサンジャン島にシャルル・デシャン・ド・ボワシェベール・エ・ド・ラフェトをやって、ニューイングランド軍の規模がどのくらいであるのかを偵察させた。ボワシェベールは、シャーリーとルビーの2隻の軍艦、200人のマサチューセッツ部隊が、ルイブールに向けて物資を積み込んでいることを知った。軍艦の甲板には、前年人質に取られたアカディア人が少なくとも2人いた 。ボワシェベールが帰還したのち、ラムザイはジョゼフ＝ミシェル・レガルデュール・ド・クロワジユとモンテソンに500人以上の兵士をつけてポール・ラ・ジョワイエに派遣した。この時の兵士のうち200人はミクマク族だった 。
7月11日、モンテソンとカナダ軍は、ポール・ラ・ジョイエのすぐ近くのノースイースト川（ヒルズボロ川）の岸で、マサチューセッツの部隊に奇襲をかけた。これはフランスとミクマク族による最初の攻撃で、これで40人のイギリス兵が戦死し、または捕囚された。他のイギリス兵は、港に停泊していた軍艦の陰に隠れた。1746年7月23日、モンテソンは、敵軍に捕えられていたアカディア人の人質2人、そして多くのイギリス人捕虜やアカディア人の案内人と共に、シグネクトのラムザイの元に戻った。

## 襲撃後
その後ラムザイはアナポリスロイヤルの攻撃に向かったが、ダンヴィユの遠征が失敗したため、ことがうまく運ばず、ボーバサンに退却せざるを得なくなった。その翌年の2月に、ニューイングランドへの攻撃で名を高めたラムザイは、サンルイ大十字章を受勲した。
ポール・ラ・ジョワイエは、その後アマースト砦と改名され、1967年カナダ国定史跡の指定を受けて、1973年から一般公開されている。